# Flying Steps
I Flying Steps sono una crew di break dance tedesca nata nel 1993.
In questi anni hanno vinto molte competizioni di breakdance in tutto il mondo e inoltre hanno pubblicato singoli ed album.
I Flying Steps compaiono in molti video presenti in rete.

## Membri
- "Amigo" - Kadir Memis
- "Benny" - Benny Kimoto
- "KC-1" - Khaled Chaabi
- "Lil'Ceng" - Gengis Ademoski
- "Lil'Steph" - Stephanie Nguyen
- "Mikel" - Michael Rosemann
- "Vartan" - Vartan Bassil

## Discografia
Singoli
- In Da Arena (Situation) / We Gonna Rock It (2000)
- We Are Electric (2000)
- Breakin' It Down (2001)
- We Gonna Rock It (2001)
- Operator (2007)

Album
- B-Town (2001)
- Greatest Hits (2002)
- Breakdance Battle (2005)

## Videografia
- Super Sonic (with Music Instructor) (1998)
- Rock Your Body (with Music Instructor) (1998)
- Get Freaky (with Music Instructor) (1998)
- In Da Arena (2000)
- We Are Electric (2000)
- Breakin' It Down (2001)
- We Gonna Rock It (2001)